# 北近江リゾート

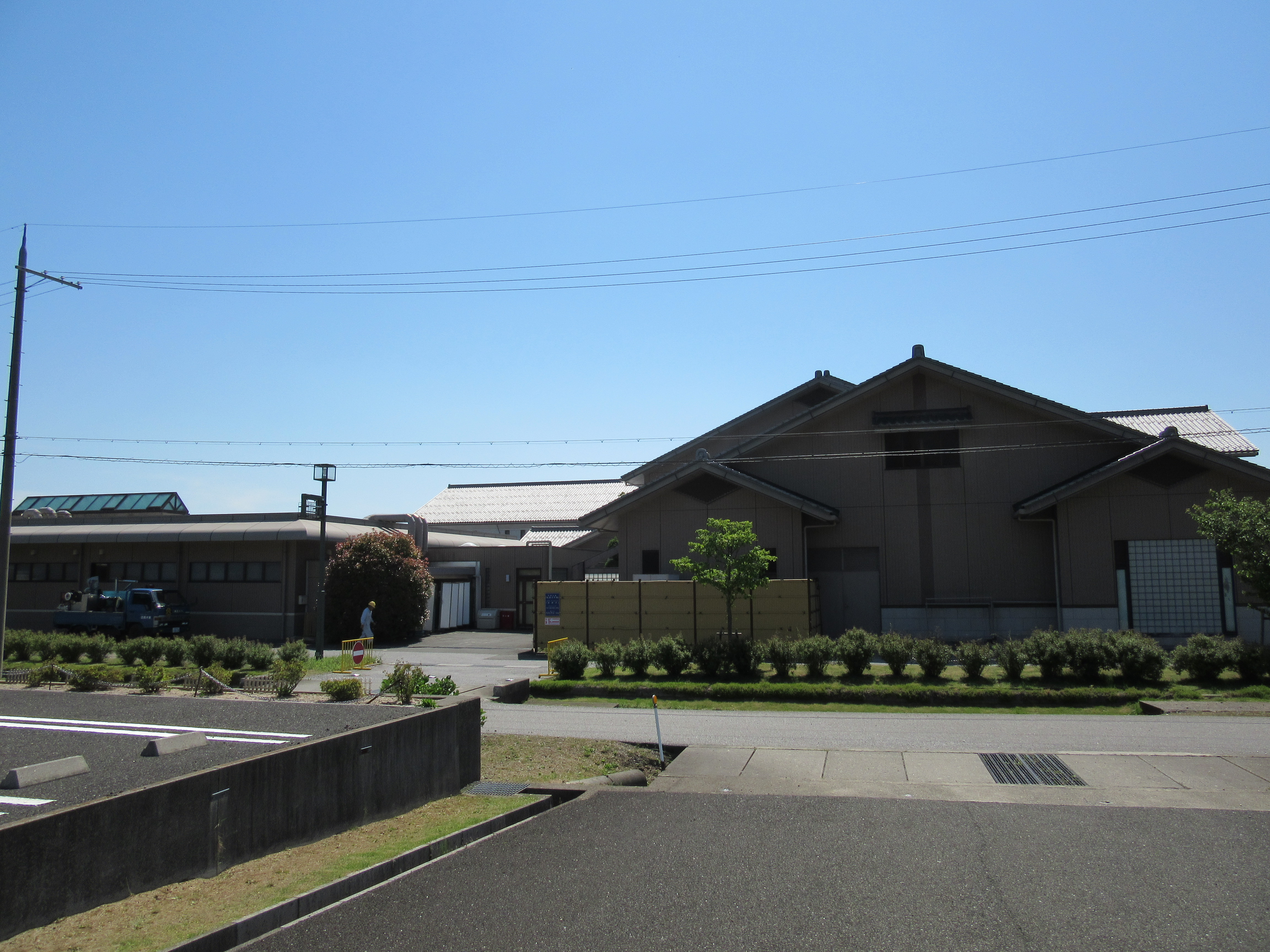
北近江リゾート

北近江リゾートは滋賀県長浜市高月町唐川にある複合温浴施設（温泉・スパ）。行事などで施設の貸し出しも行っている。

## 施設
- 北近江温泉
  - 露天風呂
  - 大浴場
  - ジャグジー
  - サウナ
  - 打たせ湯
  - ジェットバス
- レストラン
  - ペコパ
  - 北近江食堂きゃんす
  - お食事処・ラウンジ
  - カフェTim
- 保養施設
- セグウェイ試乗（予約制、敷地内広場）
- その他
  - エジプト館（愛知万博閉幕後に移設されてきた）[1]
  - 浅井小谷城
  - キッズスペース
  - 釜工房

## 交通
- 高月駅からバスで7分